# Григорьев, Владимир Анатольевич (борец)
Владимир Анатольевич Григорьев (19 января 1960, Челябинск, СССР) — советский борец греко-римского стиля, призёр чемпионата мира, обладатель Кубка мира, чемпион СССР, мастер спорта СССР международного класса. Президент Федерации спортивной борьбы Челябинской области.

## Спортивная карьера
Греко-римской борьбой начал заниматься в 1970 году в спортивном клубе Челябинского тракторного завода под руководством тренера-преподавателя Г. И. Миронова. После окончания средней школы поступил в институт, где продолжил активные занятия борьбой у тренера В. Н. Николаева. В Челябинском областном совете ДСО «Урожай» его тренером был Л. Ф. Мошкин. В 1979 году ему было присвоено Звание Мастер спорта СССР. В 1984 году стал победителем Первой Спартакиады народов РСФСР, в том же году получил звание Мастер спорта СССР международного класса. В июне 1985 года в Красноярске стал чемпионом СССР. В том же году выиграл Кубок мира в шведском Лунде в индивидуальном и личном зачёте. В феврале 1986 года в Ростов-на-Дону во второй раз становится чемпионом страны. В октябре 1986 года в Будапеште становится серебряным призёром чемпионата мира. В январе 1989 года в Минске стал бронзовым призёром чемпионата СССР. В ноябре 1989 года в норвежском Фредрикстаде стал обладателем Кубка мира в личном и в командном зачёте. В июле 1990 года на чемпионате страны в Кишинёве стал вторым, уступив только Александру Карелину. После окончания спортивной карьеры работал директором производственно-коммерческой фирмы.

## Спортивные результаты
- Чемпионат СССР по классической борьбе 1985 — ;
- Кубок мира по борьбе 1985 — ;
- Кубок мира по борьбе 1985 (команда) — ;
- Чемпионат СССР по классической борьбе 1986 — ;
- Чемпионат мира по борьбе 1986 — ;
- Голден Гран-При 1987 — ;
- ФИЛА Гран-При 1987 Гала — 7;
- Чемпионат СССР по классической борьбе 1989 — ;
- Кубок мира по борьбе 1989 — ;
- Кубок мира по борьбе 1989 (команда) — ;
- Чемпионат СССР по классической борьбе 1990 — ;

## Личная жизнь
В 1982 году окончил Челябинский институт механизации и электрификации сельского хозяйства.